# Aeroport de Huambo
L'aeroport de Huambo (codi IATA: --, codi OACI: FNNL) és un aeroport que serveix Huambo, a la província de Huambo a Angola. En una imatge aèria de maig de 2016, les coordenades mostren un estret camí de terra sense asfaltar i ocupat per arbres en molts llocs.
A uns 2.500 metres al sud d'aquest aeroport s'hi ha alçat el plenament operatiu Aeroport Albano Machado (codi IATA: NOV, codi OACI: FNHU).

## Accidents i incidents
El 19 de gener de 2008 un Beechcraft B200 Super King Air de Gira Globo Aeronáutica aproximant-se a l'aeroport de Huambo es va estavellar a una muntanya vora Bailundo, i hi van morir les 13 persones que hi anaven a bord.